# Рогови октоподи
Роговите октоподи (Eledone) са род главоноги от семейство Октоподови (Octopodidae).
Таксонът е описан за пръв път от Жан-Батист Ламарк през 1789 година.

## Видове
- Eledone caparti
- Eledone cirrhosa
- Eledone gaucha
- Eledone massyae
- Eledone microsicya
- Eledone moschata – Мускусен октопод
- Eledone nigra
- Eledone palari
- Eledone schultzei